# بیا با من زندگی کن (فیلم)
بیا با من زندگی کن (انگلیسی: Come Live with Me) فیلمی آمریکایی در سبک کمدی رمانتیک به کارگردانی کلارنس براون است که در سال ۱۹۴۱ منتشر شد.

## بازیگران
- جیمز استوارت
- هدی لامار
- ایان هانتر
- دونالد میک
- بارتون مک‌لین
- کینگ باگوت
- فرانک فیلن
- گرتا میر
- وری تیسدیل